# Mauro Rodrigues (futebolista guineense)
Mauro Daniel Rodrigues Teixeira (Funchal, 15 de abril de 2001) é um futebolista guineense que atua como ponta-direita. Atualmente defende o Yverdon, time da Superliga Suíça, e a Seleção Guineense.

## Carreira em clubes
Revelado pelo FC Leukerbad, chegou ao FC Sion em 2015 e defendeu o time Sub-21 antes de ser promovido ao time principal em 2020, onde atuou em apenas 3 partidas (uma pela Copa da Suíça e 2 pela Superliga).
Em junho de 2022, foi emprestado ao Yverdon, sendo contratado em definitivo em fevereiro do ano seguinte. Pelo YS, foi campeão da Challenge League (segunda divisão suíça) de 2022–23.

## Carreira internacional
Nascido em Funchal, na Ilha da Madeira, Mauro Rodrigues foi convocado pela primeira vez para a seleção da Guiné-Bissau em 18 de março de 2021, e sua estreia pelos Djurtus foi contra o Congo, pelas eliminatórias da Copa das Nações Africanas, não evitando a derrota por 3 a 0. Na competição disputada em 2022, foi um dos 12 atletas que jogavam em Portugal convocados por Baciro Candé e atuou nas partidas contra Egito e Nigéria, enquanto na edição de 2023, enfrentou a anfitriã Costa do Marfim e a Guiné Equatorial. Em ambas, a Guiné-Bissau terminou sendo eliminada na primeira fase.

## Vida pessoal
Mauro Rodrigues é filho de Carlos Teixeira, presidente da Federação de Futebol da Guiné-Bissau e que também foi jogador de futebol, tendo atuado apenas em times de Portugal entre 1989 e 2001.

## Títulos
Yverdon
- Challenge League: 2022–23